# National Broadcasting Company
National Broadcasting Company (NBC) ist ein US-amerikanisches Hörfunk- und Fernseh-Network. Die Sendekette gehört zu dem Medienkonzern NBCUniversal und hat ihren Sitz im Rockefeller Center in New York City.

## Geschichte

Logo von NBC vor 2013

Logo von NBC vor September 2018

Logo von NBC vor November 2022

NBC wurde 1926 von den Unternehmen General Electric, Westinghouse und RCA gegründet und war damit das erste landesweite Radio-Netzwerk der Vereinigten Staaten. 1932 übernahm RCA NBC komplett. 1937 wurde das NBC Symphony Orchestra gegründet.
In den 1930er und 1940er Jahren war NBC an der Entwicklung des Fernsehens beteiligt. 1941 erhielt NBC als erster Sender die Lizenz für den kommerziellen Fernsehbetrieb. Die World Series wurde 1947 erstmals im Fernsehen von NBC ausgestrahlt. 1950 strahlte NBC als erster Fernsehsender eine Morningshow aus. Am 14. Januar 1952 erfolgte die erste landesweite Ausstrahlung mit today. Schon ein Jahr später folgten die ersten in Farbe ausgestrahlten Sendungen. Der erste Fernsehfilm folgte 1964. Die Umstellung von Mono- zu Stereo-Fernsehen erfolgte 1984. Mit der Übernahme von RCA durch General Electric 1986 wurde General Electric alleiniger Eigentümer der Senderkette NBC.
In Europa startete NBC im Herbst 1994 den NBC Super Channel (durch den Kauf des in London beheimateten und in italienischem Besitz befindlichen Super Channel), auf dem unter anderem der Wirtschaftsnachrichtenkanal CNBC und in Deutschland der Sender NBC Europe zu sehen waren. NBC übernahm im April 2002 die zweitgrößte spanischsprachige Fernsehsendekette Telemundo sowie den amerikanischen Kabelkanal Bravo und den Sender KNTV.
2004 fusionierte NBC mit dem europäischen Medienkonzern Vivendi Universal zu NBC Universal. Diese Fusion wurde zum 12. Mai 2004 wirksam. Als Reaktion darauf kündigte NBC Universal-Chef Jeff Zucker das „umfassendste Sparprogramm“ der Geschichte des NBC an. Mit massiven Einsparungen, vor allem im Segment Primetime und Nachrichten sollen Zuschauer zurückgewonnen werden. Geholfen hatte das allerdings nicht viel: Anfang Dezember 2009 wurde bekanntgegeben, dass der US-Kabelsender Comcast NBC für 6,5 Milliarden Dollar zu 51 % aufgekauft hat. Am 12. Februar 2013 gab Comcast bekannt, von General Electric auch die restlichen 49 Prozent Anteile an NBCUniversal zu übernehmen. Der vereinbarte Preis dafür liegt bei rund 16,7 Milliarden Dollar, davon 11,4 Milliarden in bar. Das Geschäft sollte bis Ende des ersten Quartals 2013 durchgeführt sein.
Anfang September 2018 wurde bekannt, dass NBC versucht haben soll, „die Missbrauchsvorwürfe gegen den früheren Hollywood-Produzenten Harvey Weinstein zu vertuschen“ und die Recherchen des Journalisten Ronan Farrow in dieser Sache zu behindern.

## Network
NBC betreibt 12 eigene Sender, mit denen (direkt) 30 % der amerikanischen Haushalte erreicht werden:
- WNBC (NBC4 New York)
- KNBC (NBC4 Los Angeles)
- WMAQ (NBC5 Chicago)
- WCAU (NBC10 Philadelphia)
- KNTV (NBC11 San Jose/San Francisco)
- KXAS (NBC5 Dallas/Fort Worth)
- WRC (NBC4 Washington)
- WTVJ (NBC6 Miami)
- KNSD (NBC7/39 San Diego)
- WVIT (NBC30 Hartford)
- WKAQ (NBC2 San Juan)
- WBTS (NBC10/15 Boston)

Darüber hinaus hatte NBC auch fünf Tochtergesellschaften in kleineren Märkten, bevor sie 2006 an Media General verkauft wurden.
- WKYC (NBC3 Cleveland, jetzt im Besitz der Tegna Inc.)
- WNCN (NBC17 Raleigh, jetzt CBS17, im Besitz der Nexstar Media Group)
- WCMH (NBC4 Columbus, jetzt im Besitz der Nexstar Media Group)
- WVTM (NBC13 Birmingham, jetzt im Besitz der Hearst Television)
- WJAR (NBC10 Providence, jetzt im Besitz der Sinclair Broadcast Group)

Hinzu kommen knapp 200 Affiliates („Partnerstationen“), die von NBC mit jährlich etwa 5000 Stunden Programm beliefert werden. Zusammen mit Microsoft gründete NBC das Nachrichtenportal MSNBC. Somit erreicht NBC 99 % der amerikanischen Haushalte. Das Logo von NBC stellt einen stilisierten Pfau dar, das Design stammt von Chermayeff & Geismar & Haviv.

## Programm
Die Sitcoms des Senders der vergangenen 30 Jahre (Alf, Die Bill Cosby Show, Der Prinz von Bel-Air, Cheers, Seinfeld, Frasier, Friends, Golden Girls) sind so beliebt, dass der Ausstrahlungstermin für die Sendungen, in der Regel Donnerstagabend zwischen 20 und 22 Uhr, als Must See TV bezeichnet wird.
Seit Friends ist es dem Sender allerdings nicht mehr gelungen, eine ähnlich erfolgreiche Serie zu konzipieren. Dies wird unter anderem darauf zurückgeführt, dass die Bezahlfernsehsender HBO und Showtime durch ihre größere Unabhängigkeit von Zensurbestimmungen (die bis heute etwa die Verwendung auch völlig alltäglicher Schimpfwörter auf frei empfangbaren Sendern untersagen) und Werbewirtschaft längst anspruchsvollere Serien (Californication, Dexter, Die Sopranos, Lass es, Larry!, Sex and the City, Six Feet Under – Gestorben wird immer) ausstrahlen.
Im Laufe der Jahre gewannen die Sendungen von NBC annähernd 1000 Emmy Awards und über 100 Peabody Awards.

### Sport
- World Series (1947 bis 1949 zusammen mit CBS, ABC und DuMont; von 1950 bis 1976 allein, ab 1977 bis 1989 im jährlichen Wechsel mit ABC, 1995 gemeinsam mit ABC, 1997 und 1999 allein)
- Olympische Sommerspiele (1964, 1980 und seit 1988)
- Wimbledon (seit 1969)
- Olympische Winterspiele (1972 und seit 2002)
- French Open (seit 1981)
- US Open Golfturnier
- The Players Championship
- NBC Sunday Night Football
- Die Free-TV-Premiere von  WWE Wrestlemania

### Fernsehfilme
- See How They Run, der erste Fernsehfilm, 1964

### Dokumentationen
- Who Do You Think You Are? (seit 2010)

### Moderatoren
- Bob Hope startete seine Karriere 1933 bei NBC
- Jack Paar, Moderator von The Tonight Show, 1957
- Johnny Carson startete als Moderator von The Tonight Show 1962 und moderierte sie für dreißig Jahre
- David Letterman, Moderator der Late Night Show, 1982
- Tom Brokaw, Moderator von NBC Nightly News, 1983
- Jay Leno, Moderator von The Tonight Show, 1992
- Conan O’Brien, Moderator der Late Night Show, 1993
- Carson Daly, Moderator von Last Call with Carson Daly, 2002
- Jimmy Fallon, Moderator von The Tonight Show, 2014
- Brian Williams (Fernsehjournalist), NBCnews Anchor u. a. NBC NightlyNews & RockCenter with Brian Williams
- Seth Meyers, Moderator von Late Night (NBC), 2014 zuvor von 2001 bis 2014 bei Saturday Night Live